# 芝富士

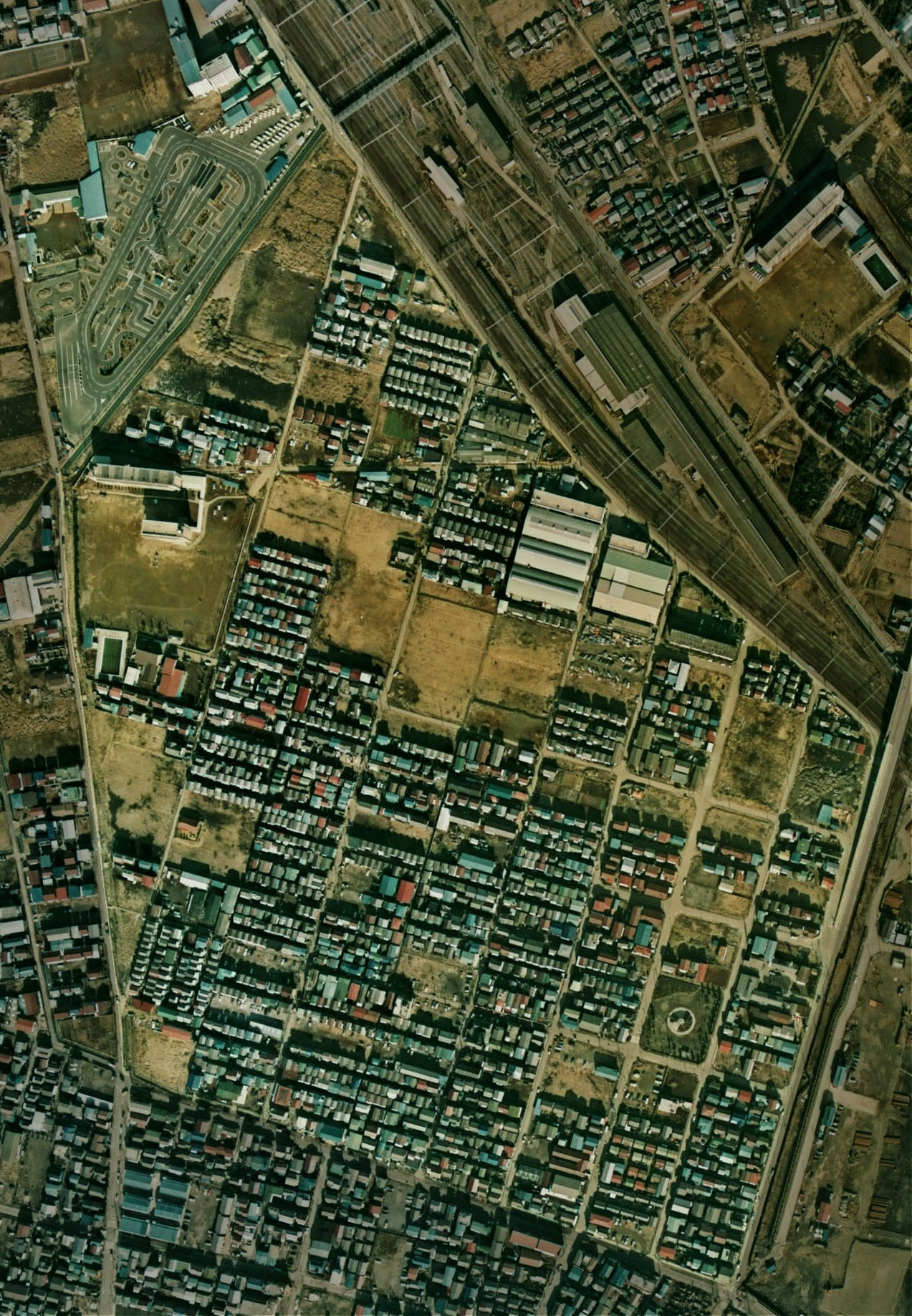
1974年の芝富士（旧芝北町・芝南町）

芝富士（しばふじ）は、埼玉県川口市西部の町名。現行行政地名は、芝富士一丁目及び芝富士二丁目。住居表示実施地区。郵便番号は333-0854。面積0.309km2。

## 地理
埼玉県川口市芝地区西部にある町であり、一・二丁目が存在する。元は大字芝の一部であった。町内の大半は住宅地であり、旧芝南町の一丁目と旧芝北町の二丁目に分かれている。「ユーアイタウン芝富士」の愛称を持つ。
埼玉県川口市芝地区にある。川口市の最西端で、蕨市北町、さいたま市南区文蔵、南浦和と接している。川口市内では芝園町と、線路を隔てて芝塚原、大字芝の飛地と接している。一丁目には商業施設が集中しており、二丁目には大型の集合住宅が集中している。

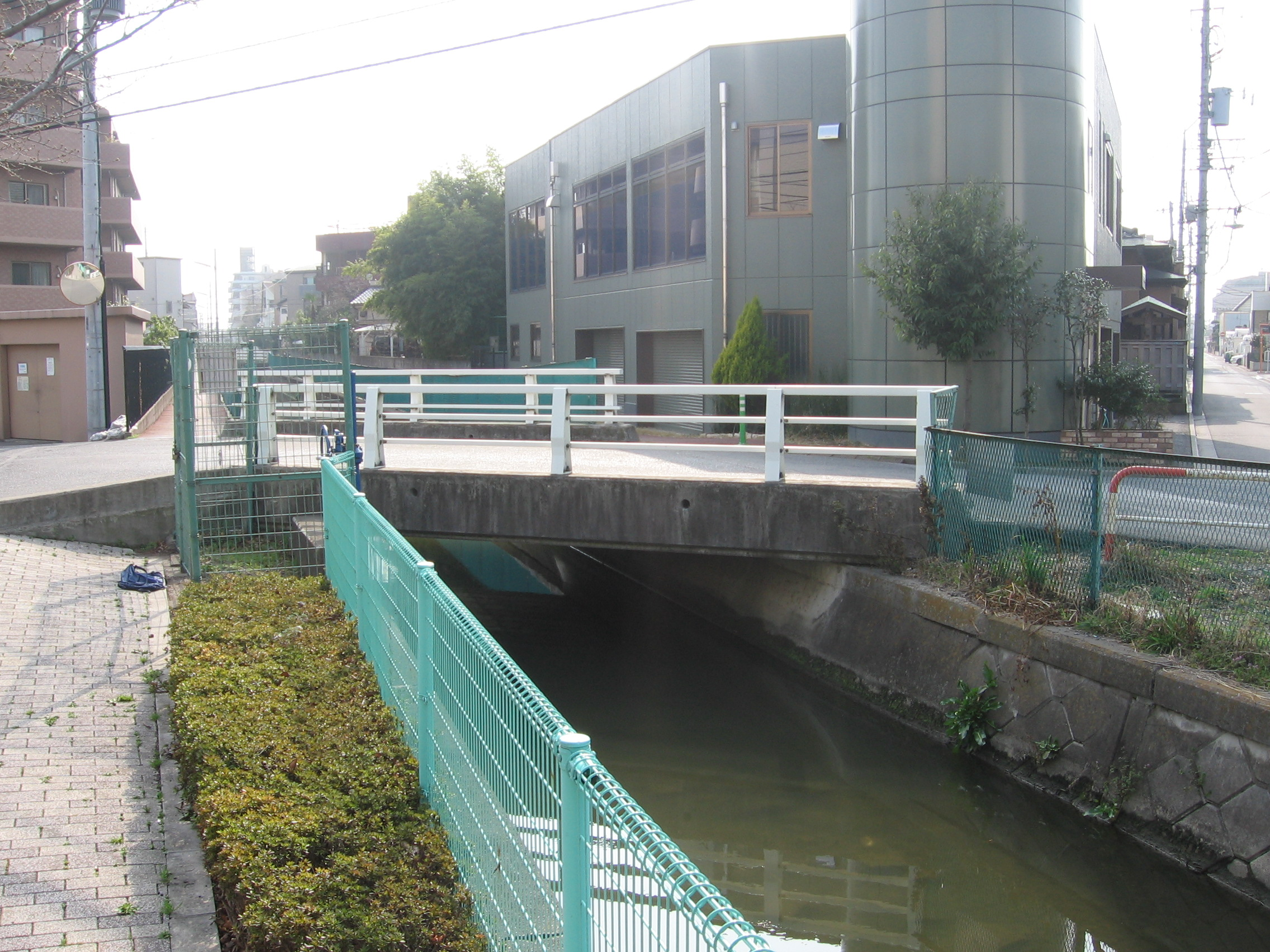
文蔵東橋と新曽用水

標高は6-7 mで、平らな地形となっている。町の唯一の水路である新曽用水（文蔵川）が通っているが、水田がないため現在では使われていない。以前は町を起点に人工河川の竪川が流れていたが、現在は暗渠となり、歩道の下を流れている。町の大半は住宅地で、地元住民が農作物を育てるための3000m2ほどの畑（レクリエーション農園）がある。
昭和時代に都市化が進んだ際、経済の発達がより進んでいた蕨側の南部が先に開発が進み、しばらくの間、芝側の北部は荒地が多い状態であった。そのため、現在の市街の構成としては、南部に比較的古い建造物が、北部には比較的新しい建造物が建っている傾向がある。
芝園町との連携が強く、2008年に芝富士小学校と芝園小学校が統廃合された。町域は川口市になるが、東北本線の線路の西側にあり、川口市の他の町がある東側とは東京外環自動車道と芝陸橋でのみ結ばれていない上、最寄駅が蕨駅または南浦和駅になるため、住民の生活圏は蕨市やさいたま市南区に及ぶ。その事により、施設の名称には「蕨」や「南浦和」が使用される場合も多い。実際に衆議院議員総選挙の小選挙区の区割りも蕨市やさいたま市南区と同じ埼玉県第15区に属していた時期がある。

## 歴史
1940年に芝村と川口市の合併により、芝南町と芝北町は大字芝から独立する。1950年代半ばから、地域の都市化により大規模な水田の埋立作業が行われ、1960年代後半には芝富士公民館、芝富士保育園、芝富士小学校などの施設が建設される。1972年に「学びの橋」に代わり、京浜東北線・東北本線を隔てて隣接していた芝北町、芝南町、芝園町と芝塚原を結ぶ芝陸橋ができる。
1978年（昭和53年）2月1日に住居表示実施により、芝南町が芝富士一丁目、芝北町が芝富士二丁目となる。東京近郊のベッドタウン化に伴い、大小のアパート、マンションが所々に建設される。尚、芝富士1丁目4-11の正面を中心に創価学会の地盤が強い地域でもある。

### 町名の由来
一説によると、1978年（昭和53年）2月1日の住居表示実施に伴い、"芝"園や"芝"塚原のように旧芝村が由来である地区名「芝」と、町から富士山がよく見えたことから「富士」と繋げた合成地名であり、ローマ字表記などでも「Shiba-Fuji」と書かれる場合が多い。町名の由来は富士講に関係するという説や、瑞祥地名であるという説もある。関東では、富士山がよく見えた場合は「富士見」という地名になる場合が多いため、前者は信憑性は低いという指摘もある。
住居表示実施以前の1968年（昭和43年）には、1丁目に芝富士保育園、翌年に芝富士小学校、さらに翌年にも芝富士公民館が開所したが、このときには既に芝富士の名前がついていたため、これが由来となったという説もある。現在では高層建造物が周辺に多く出来たため、富士山を見ることは困難となっている。

## 世帯数と人口
2018年（平成30年）3月1日現在の世帯数と人口は以下の通りである。
| 丁目         | 世帯数    | 人口    |
| ------------ | --------- | ------- |
| 芝富士一丁目 | 1,751世帯 | 3,302人 |
| 芝富士二丁目 | 1,093世帯 | 2,278人 |
| 計           | 2,844世帯 | 5,580人 |

### 人口の変遷
総数 [戸数または世帯数：  、人口：  ]。いずれの年も1月1日現在。
| 2006年（昭和18年） | 2,656世帯 5,908人 |
| 2011年（平成23年） | 2,800世帯 5,893人 |
| 2016年（平成28年） | 2,763世帯 5,636人 |

## 小・中学校の学区
市立小・中学校に通う場合、学区（校区）は以下の通りとなる。
| 丁目         | 番地 | 小学校               | 中学校             |
| ------------ | ---- | -------------------- | ------------------ |
| 芝富士一丁目 | 全域 | 川口市立芝富士小学校 | 川口市立芝西中学校 |
| 芝富士二丁目 | 全域 | 川口市立芝富士小学校 | 川口市立芝西中学校 |

## 交通

### 鉄道
当地の西辺に沿った形で芝塚原に東北本線が通るが、当地内は通っていない。

### バス
みんななかまバスは、3号芝線が2013年12月16日に新設され、芝園消防署バス停が開設された。
- 北町四丁目 - 蕨50、蕨50-2、浦19-2、赤11
- 芝園消防署 - 蕨05-2
- 芝富士一丁目 - 蕨50、蕨50-2、浦19-2

### 道路

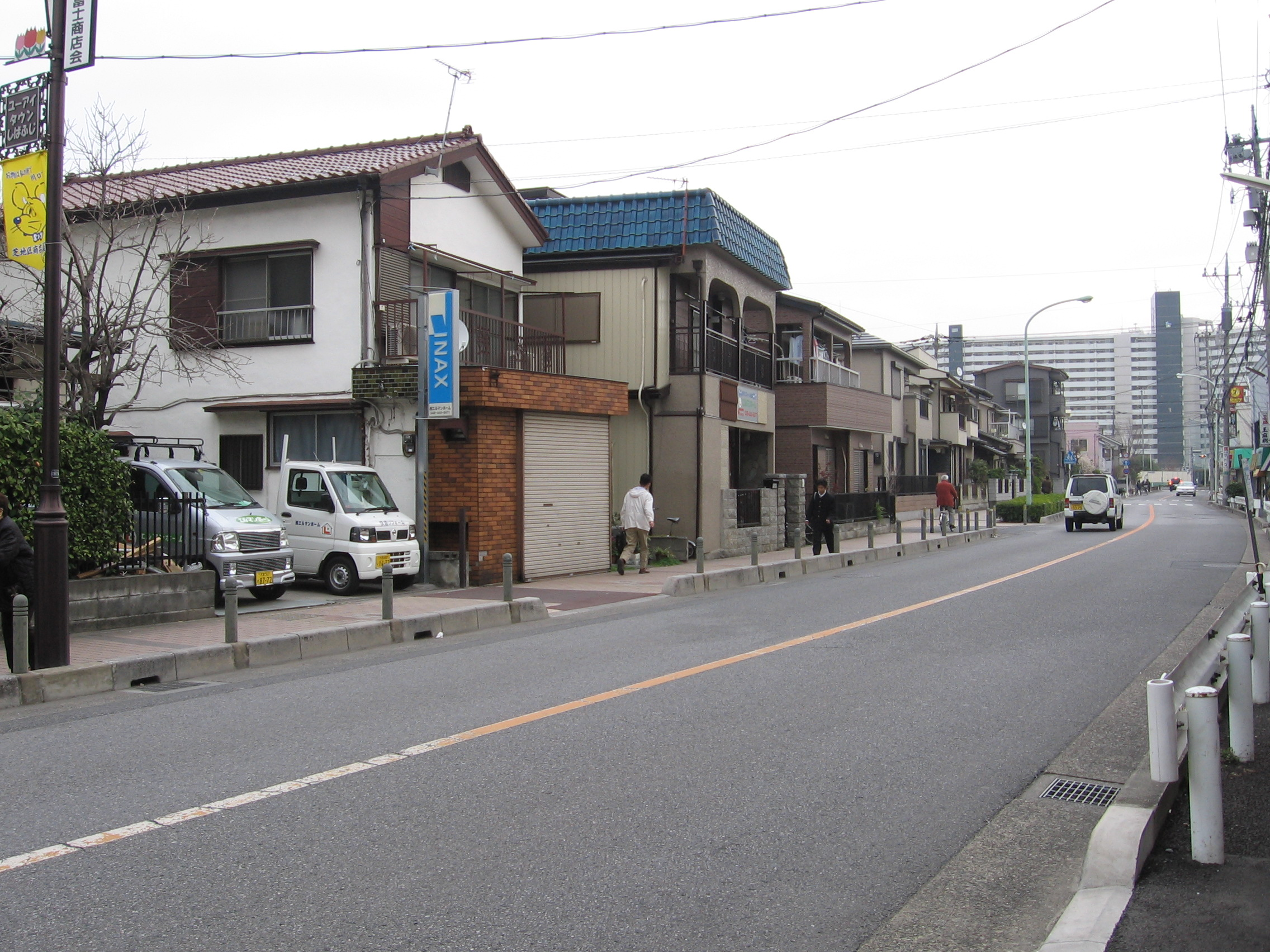
蕨駅へと向かう北町新通り

街の道路は全体的に狭く、一方通行がほとんどで、典型的な住宅密集地の道路構成となっている。
- 国道298号
- 東京外環自動車道
  - 外環浦和インターチェンジ
- 北町新通り
- 芝富士中央通り
- 芝富士本通り
- 芝陸橋いちょう通り
  - 芝陸橋

## 施設

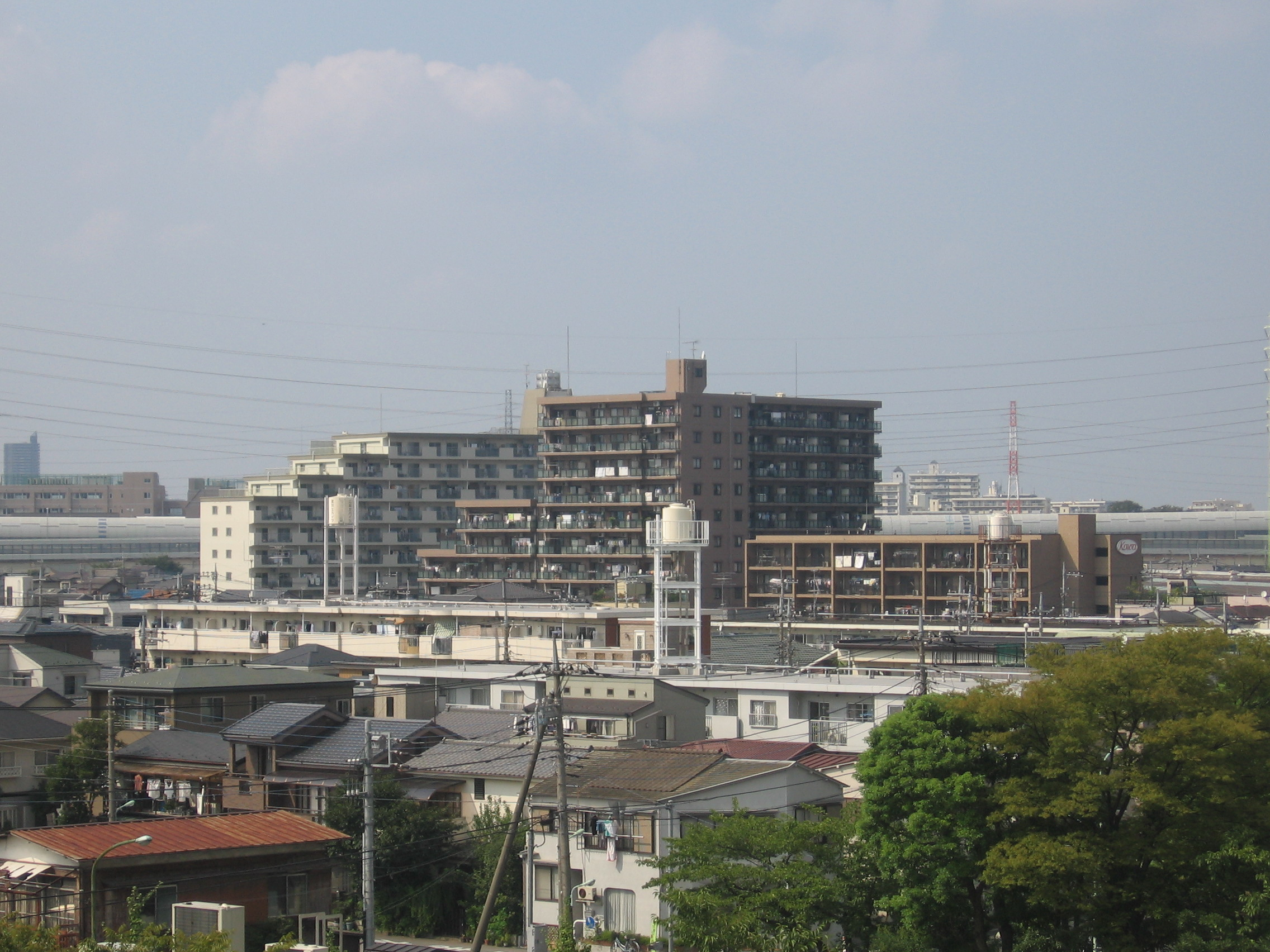
芝富士のマンション群

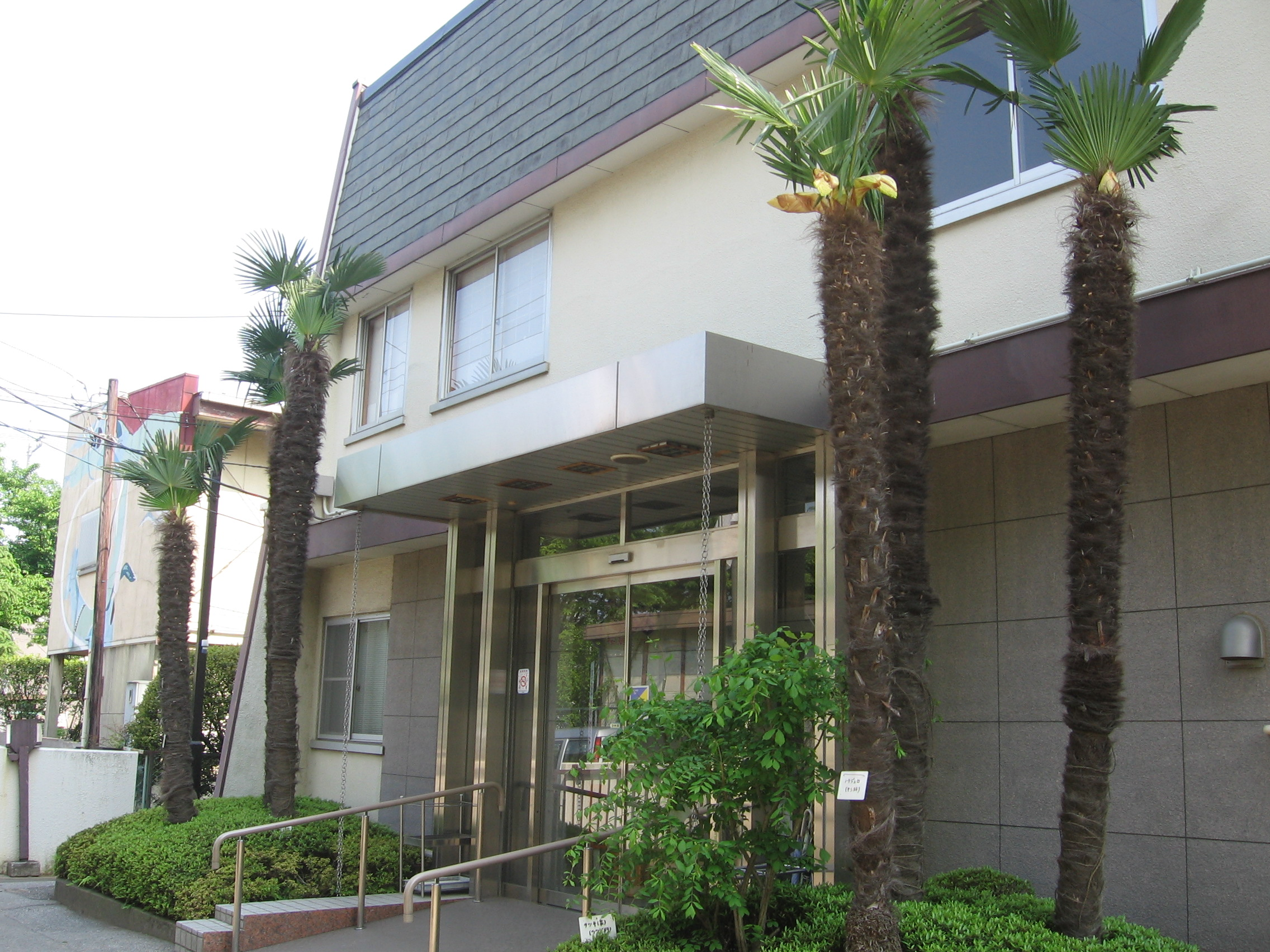
芝富士公民館

教育
- 川口市立芝富士小学校
- 浦和実業学園中学校・高等学校[12]
- むさし幼稚園[12]
- うらわ自動車教習所（一部）

公園
- 芝富士一丁目公園
- 芝富士児童公園
- 芝富士第二児童公園
- 芝富士二丁目公園
- 芝富士ふれあい公園

その他
- 芝富士公民館
- 芝富士青少年センター
- 芝富士・吉沢レクリエーション農園